# Nicola Bartels
Nicola Bartels (geb. 1969) ist eine deutsche Verlagslektorin und Verlegerin.

## Leben
Bartels studierte Germanistik, Anglistik und Publizistik an der Universität Göttingen. Im Anschluss absolvierte sie beim damals noch in Bergisch Gladbach ansässigen Bastei Lübbe Verlag ein Volontariat. Später wurde sie im Verlag Lektorin und dann Programmleiterin für den Bereich Sachbuch und Belletristik. Im Jahre 2009 wurde sie in München Programmleiterin beim Blanvalet-Verlag innerhalb der Verlagsgruppe Random House, der Buchsparte des Bertelsmann-Konzerns. 2012 wurde sie  dort als Mitglied in die Geschäftsleitung berufen und 2014 in die Geschäftsführung der Verlagsgruppe Random House. Im Januar 2020 kündigte sie mit der Begründung: „einmal innezuhalten und für mich persönlich neue Perspektiven zu entdecken“.
Ende Januar 2020 wurde bekannt, dass sie ab Juli 2020 als verlegerische Geschäftsführerin beim Rowohlt Verlag in Hamburg die Nachfolge von Florian Illies antrete. Diese Position übt sie seither aus.